# Імператор Ґо-Мідзуноо
Імператор Ґо-Мідзуноо́ (яп. 後水尾天皇, ごみずのおてんのう, ґо-мідзуноо тенно; 29 червня 1596 — 11 вересня 1680) — 108-й Імператор Японії, синтоїстське божество. Роки правління: 9 травня 1611 — 22 грудня 1629. Перший імператор періоду Едо. Ім'я перекладається як Пізній Мідзуноо, що дає змогу низки дослідників його вважати Мідзуноо II.

## Біографія
Імператор Ґо-Мідзуноо народився 29 червня 1596 року. Він був третім сином Імператора Ґо-Йодзея. Матір'ю хлопчика була фрейліна Коное Сакіко, донька великого державного міністра Коное Сакіхіси. Новонародженому дали ім'я принц Сан.
1 лютого 1601 року Сана проголосили Імператорським принцом. 5 лютого 1611 року він пройшов церемонію повноліття та отримав ім'я Котохіто.
9 травня 1611 року, у зв'язку зі зреченням Імператора Ґо-Йодзея, Котохіто успадкував трон, а 24 травня того ж року пройшов церемонію інтронізації. Оскільки йому протегував покійний сьоґун Токуґава Ієясу, стосунки Котохіто з батьком були напруженими.
За правління Імператора Ґо-Мідзуноо сьоґунат Токуґава видав ряд законів, які обмежували політичні права і традиційні привілеї Імператорського двору та столичної аристократії. Серед них найголовнішим були «Закони для придворних» і «Імператорсько затверджені закони про пурпурні мантії» 1613 року, що регулювали надання придворних аристократам рангів, посад (перший) та визначав, право сьогунату призначати посадових осіб і змінювати назву еру панування імператора, й «Заборони Імператору та аристократичним родам» 1615 року. Вони ставили Імператорський двір у повну залежність від Кіотського сьосідая сьоґунату, а Імператора — від радників та зв'язкових із сьоґунатом. Тепер сессьо або кампаку головував у імператорських радах і чиї рішення могли виконуватися лише зі схвалення сьогунату через букетенсо. Це виключало знать та верховних імператорів, крім п'яти регентських родів (Коное, Такацукаса, Кудзьо, Ітідзьо і Нідзьо — підклани Північних Фудзівара), із процесу формування політики в Імператорському дворі.
1620 року сьоґунат змусив Імператора Ґо-Мідзуноо одружитися з Токуґавою Кадзуко, донькою 2-го сьоґуна Токуґави Хідетади. Початково вона мала статус наложниці, однак під тиском самурайського уряду монарх був змушений надати їй титул Імператриці. Це була перша Імператриця з самурайського роду від часів Тайра но Токуко, доньки міністра Тайра но Кійоморі. 1627 року сьоґунат знову завдав шкоди авторитету Імператора Ґо-Мідзуноо під час «інциденту з пурпуровими рясами», проголосивши нелегітимними ряд монарших рескриптів. Він також засвідчив свою зневагу до двору, відправивиши на Імператорську аудієнцію пані Касуґу, годівницю 3-го сьоґуна Токуґави Ієміцу, яка не мала ні титулу, ні чиновницького рангу.
22 грудня 1629 року ображений Імператор Ґо-Мідзуноо зрікся престолу і прийняв титул Верховного Імператора. Трон перейшов його 6-річній доньці, яка прийняла ім'я Імператора Мейсьо. Оскільки її матір'ю була Токуґава Кадзуко, батько заборонив їй виходити заміж, а після настання повноліття відав у монастир. Перед постригом він змусив доньку передати трон її єдинокровному брату Цуґухіто, що прийняв Імператору Ґо-Комьо. У відставці Імператор Ґо-Мідзуноо завідував справами двору протягом правління своїх синів — Імператорів Ґо-Комьо, Ґо-Сая і Рейґена.
За життя Імператор Ґо-Мідзуноо вивчав японську літературу, поезію та історію. Під псевдонімом Ґьокуро — «Самоцвітна роса» — він видав поетичну «Збірку чайчиного гнізда». Монарх також був майстром ікебани та садівництва. Сад, створений за його проєктом в Імператорській віллі Сюґакуїн, вважається одним з найкращих зразків японського паркового мистецтва 17 століття. Поряд з цим відставний Імператор цікавився буддизмом і 1651 року постригся у ченці під іменем Ендзьо.
11 вересня 1680 року Імператор Ґо-Мідзуноо у 85-річному віці. Його поховали в гробниці Цукінова, на території монастиря Сенрюдзі в районі Хіґасіяма, в Кіото..
Він ігнорував закони імператорського двору і запрошував до палацу повій і таємно ходив у публічні будинки. Після зречення від престолу, навіть після прийняття буддійських обітниць, його коханки народили йому понад 30 дітей.

## Генеалогічне дерево
|  |  | (107) Ґо-Йодзей | (107) Ґо-Йодзей | (107) Ґо-Йодзей | (107) Ґо-Йодзей | (107) Ґо-Йодзей | (107) Ґо-Йодзей |  |  | (108) Ґо-Мідзуноо | (108) Ґо-Мідзуноо | (108) Ґо-Мідзуноо | (108) Ґо-Мідзуноо | (108) Ґо-Мідзуноо | (108) Ґо-Мідзуноо |  |  | (109) Мейсьо   | (109) Мейсьо   | (109) Мейсьо   | (109) Мейсьо   | (109) Мейсьо   | (109) Мейсьо   |  |  |                 |                 |                 |                 |                 |                 |  |  |                  |                  |                  |                  |                  |                  |  |  |
|  |  | (107) Ґо-Йодзей | (107) Ґо-Йодзей | (107) Ґо-Йодзей | (107) Ґо-Йодзей | (107) Ґо-Йодзей | (107) Ґо-Йодзей |  |  | (108) Ґо-Мідзуноо | (108) Ґо-Мідзуноо | (108) Ґо-Мідзуноо | (108) Ґо-Мідзуноо | (108) Ґо-Мідзуноо | (108) Ґо-Мідзуноо |  |  | (109) Мейсьо   | (109) Мейсьо   | (109) Мейсьо   | (109) Мейсьо   | (109) Мейсьо   | (109) Мейсьо   |  |  |                 |                 |                 |                 |                 |                 |  |  |                  |                  |                  |                  |                  |                  |  |  |
|  |  |                 |                 |                 |                 |                 |                 |  |  |                   |                   |                   |                   |                   |                   |  |  |                |                |                |                |                |                |  |  |                 |                 |                 |                 |                 |                 |  |  |                  |                  |                  |                  |                  |                  |  |  |
|  |  |                 |                 |                 |                 |                 |                 |  |  | Нобухіро          | Нобухіро          | Нобухіро          | Нобухіро          | Нобухіро          | Нобухіро          |  |  | (110) Ґо-Комьо | (110) Ґо-Комьо | (110) Ґо-Комьо | (110) Ґо-Комьо | (110) Ґо-Комьо | (110) Ґо-Комьо |  |  |                 |                 |                 |                 |                 |                 |  |  |                  |                  |                  |                  |                  |                  |  |  |
|  |  |                 |                 |                 |                 |                 |                 |  |  | Нобухіро          | Нобухіро          | Нобухіро          | Нобухіро          | Нобухіро          | Нобухіро          |  |  | (110) Ґо-Комьо | (110) Ґо-Комьо | (110) Ґо-Комьо | (110) Ґо-Комьо | (110) Ґо-Комьо | (110) Ґо-Комьо |  |  |                 |                 |                 |                 |                 |                 |  |  |                  |                  |                  |                  |                  |                  |  |  |
|  |  |                 |                 |                 |                 |                 |                 |  |  |                   |                   |                   |                   |                   |                   |  |  |                |                |                |                |                |                |  |  |                 |                 |                 |                 |                 |                 |  |  |                  |                  |                  |                  |                  |                  |  |  |
|  |  |                 |                 |                 |                 |                 |                 |  |  | Йосіхіто          | Йосіхіто          | Йосіхіто          | Йосіхіто          | Йосіхіто          | Йосіхіто          |  |  | (111) Ґо-Сай   | (111) Ґо-Сай   | (111) Ґо-Сай   | (111) Ґо-Сай   | (111) Ґо-Сай   | (111) Ґо-Сай   |  |  | Юкіхіто         | Юкіхіто         | Юкіхіто         | Юкіхіто         | Юкіхіто         | Юкіхіто         |  |  | Тадахіто         | Тадахіто         | Тадахіто         | Тадахіто         | Тадахіто         | Тадахіто         |  |  |
|  |  |                 |                 |                 |                 |                 |                 |  |  | Йосіхіто          | Йосіхіто          | Йосіхіто          | Йосіхіто          | Йосіхіто          | Йосіхіто          |  |  | (111) Ґо-Сай   | (111) Ґо-Сай   | (111) Ґо-Сай   | (111) Ґо-Сай   | (111) Ґо-Сай   | (111) Ґо-Сай   |  |  | Юкіхіто         | Юкіхіто         | Юкіхіто         | Юкіхіто         | Юкіхіто         | Юкіхіто         |  |  | Тадахіто         | Тадахіто         | Тадахіто         | Тадахіто         | Тадахіто         | Тадахіто         |  |  |
|  |  |                 |                 |                 |                 |                 |                 |  |  |                   |                   |                   |                   |                   |                   |  |  |                |                |                |                |                |                |  |  |                 |                 |                 |                 |                 |                 |  |  |                  |                  |                  |                  |                  |                  |  |  |
|  |  |                 |                 |                 |                 |                 |                 |  |  | Акійосі           | Акійосі           | Акійосі           | Акійосі           | Акійосі           | Акійосі           |  |  | (112) Рейґен   | (112) Рейґен   | (112) Рейґен   | (112) Рейґен   | (112) Рейґен   | (112) Рейґен   |  |  | (113) Хіґасіяма | (113) Хіґасіяма | (113) Хіґасіяма | (113) Хіґасіяма | (113) Хіґасіяма | (113) Хіґасіяма |  |  | (114) Накамікадо | (114) Накамікадо | (114) Накамікадо | (114) Накамікадо | (114) Накамікадо | (114) Накамікадо |  |  |
|  |  |                 |                 |                 |                 |                 |                 |  |  | Акійосі           | Акійосі           | Акійосі           | Акійосі           | Акійосі           | Акійосі           |  |  | (112) Рейґен   | (112) Рейґен   | (112) Рейґен   | (112) Рейґен   | (112) Рейґен   | (112) Рейґен   |  |  | (113) Хіґасіяма | (113) Хіґасіяма | (113) Хіґасіяма | (113) Хіґасіяма | (113) Хіґасіяма | (113) Хіґасіяма |  |  | (114) Накамікадо | (114) Накамікадо | (114) Накамікадо | (114) Накамікадо | (114) Накамікадо | (114) Накамікадо |  |  |
|  |  |                 |                 |                 |                 |                 |                 |  |  |                   |                   |                   |                   |                   |                   |  |  |                |                |                |                |                |                |  |  |                 |                 |                 |                 |                 |                 |  |  |                  |                  |                  |                  |                  |                  |  |  |
|  |  |                 |                 |                 |                 |                 |                 |  |  |                   |                   |                   |                   |                   |                   |  |  |                |                |                |                |                |                |  |  | Йоріхіто        | Йоріхіто        | Йоріхіто        | Йоріхіто        | Йоріхіто        | Йоріхіто        |  |  | Наохіто          | Наохіто          | Наохіто          | Наохіто          | Наохіто          | Наохіто          |  |  |
|  |  |                 |                 |                 |                 |                 |                 |  |  |                   |                   |                   |                   |                   |                   |  |  |                |                |                |                |                |                |  |  | Йоріхіто        | Йоріхіто        | Йоріхіто        | Йоріхіто        | Йоріхіто        | Йоріхіто        |  |  | Наохіто          | Наохіто          | Наохіто          | Наохіто          | Наохіто          | Наохіто          |  |  |
|  |  |                 |                 |                 |                 |                 |                 |  |  |                   |                   |                   |                   |                   |                   |  |  |                |                |                |                |                |                |  |  |                 |                 |                 |                 |                 |                 |  |  |                  |                  |                  |                  |                  |                  |  |  |
|  |  |                 |                 |                 |                 |                 |                 |  |  |                   |                   |                   |                   |                   |                   |  |  |                |                |                |                |                |                |  |  | Йосіко          |                 |                 |                 |                 |                 |  |  |                  |                  |                  |                  |                  |                  |  |  |
|  |  |                 |                 |                 |                 |                 |                 |  |  |                   |                   |                   |                   |                   |                   |  |  |                |                |                |                |                |                |  |  |                 |                 |                 |                 |                 |                 |  |  |                  |                  |                  |                  |                  |                  |  |  |

## Родина
| Батько:          | Імператор Ґо-Йодзей | (1571—1617)    |  | 107-й Імператор Японії.                                                                          |
| Мати:            | Коное Сакіко        | (1575—1630)    |  | донька Коное Сакіхіси, названа донька радника Тойотомі Хідейосі.                                 |
| Головна дружина: | Токуґава Кадзуко    | (1607—1678)    |  | Імператриця. 5-а донька 2-го сьоґуна Токуґави Хідетади. Інше ім'я: Тофукумон-ін.                 |
| 2-й син:         | Сукехіто            | (1626—1628)    |  |                                                                                                  |
| 3-й син:         | Вака                | (1628)         |  |                                                                                                  |
| 2-а донька:      | Окіко               | (1623—1696)    |  | 109-й Імператор Японії (Імператор Мейсьо).                                                       |
| 3-а донька:      | Акіко               | (1625—1651)    |  | дружина радника Коное Хісацуґу.                                                                  |
| 4-а донька:      | Акіко               | (1629—1675)    |  | прийняла чернечий постриг 1638 року..                                                            |
| 6-а донька:      | Йосіко              | (1632—1696)    |  | дружина радника Нідзьо Міцухіри.                                                                 |
| 7-а донька:      | Кіку                | (1633—1634)    |  |                                                                                                  |
| Дружина:         | Соно Міцуко         | (1602—1656)    |  | Фрейліна. Донька тимчасового старшого радника Соно Мототади. Інше ім'я: Мібу-ін.                 |
| 4-й син:         | Цуґухіто            | (1633—1654)    |  | 110-й Імператор Японії (Імператор Ґо-Комьо).                                                     |
| 6-й син:         | Сютьо               | (1634—1680)    |  | прийняв чернечий постриг 1647 року.                                                              |
| 10-а донька:     | Ґенсьо              | (1637—1662)    |  | прийняла чернечий постриг 1646 року.                                                             |
| 11-а донька:     | Сотьо               | (1639—1678)    |  | прийняла чернечий постриг 1654 року.                                                             |
| 13-а донька:     | Кацура              | (1641—1644) }} |  |                                                                                                  |
| Дружина:         | Йоцуцудзі Йоцуко    | (1602—1656)    |  | Фрейліна. Донька тимчасового старшого радника Йоцуцудзі Кінто. Інше ім'я: Мейкьо-ін.             |
| 1-й син:         | Камо                | (1618—1622)    |  |                                                                                                  |
| 1-а донька:      | Бунті               | (1619—1697)    |  | дружина тимчасового старшого радника Такацукаси Норіхіри. Прийняла чернечий постриг 1640 року.   |
| Дружина:         | Кусіґе Такако       | (1604—1685)    |  | Фрейліна. Донька лівого генерала Імператорської гвардії Кусіґе Такамуне. Інше ім'я: Хосюнмон-ін. |
| 5-й син:         | невідомий           | (1633)         |  |                                                                                                  |
| 8-й син:         | Наґахіто            | (1637—1685)    |  | 111-й Імператор Японії (Імператор Ґо-Сай).                                                       |
| 9-й син:         | Сьосін              | (1639—1696)    |  | прийняв постриг 1647 року.                                                                       |
| 11-й син:        | Ясухіто             | (1643—1665)    |  | 3-й голова роду принців Кацура.                                                                  |
| 13-й син:        | Докан               | (1647—1676)    |  | прийняв постриг 1652 року.                                                                       |
| 5-а донька:      | Рісьо               | (1631—1656)    |  | прийняла чернечий постриг 1644 року.                                                             |
| 8-а донька:      | Теруко              | (1634—1727)    |  | прийняла чернечий постриг 1663 року.                                                             |
| 12-а донька:     | Маса                | (1640—1641)    |  |                                                                                                  |
| 14-а донька:     | Рітю                | (1641—1689)    |  | прийняла чернечий постриг 1656 року.                                                             |
| Дружина:         | Соно Куніко         | (1624—1677)    |  | Фрейліна. Донька тимчасового старшого радника Соно Мотонарі. Інше ім'я: Сінкоґімон-ін.           |
| 10-й син:        | Ґьодзьо             | (1640—1695)    |  | прийняв чернечий постриг 1650 року.                                                              |
| 14-й син:        | Сінкей              | (1649—1706)    |  | прийняв чернечий постриг 1659 року.                                                              |
| 16-й син:        | Сонсьо              | (1651—1694)    |  | прийняв чернечий постриг 1660 року.                                                              |
| 19-й син:        | Сатохіто            | (1654—1732)    |  | 112-й Імператор Японії (Імператор Рейґен).                                                       |
| 15-а донька:     | Цунеко              | (1642—1702)    |  | дружина великого державного міністра Коное Мотохіро.                                             |
| 17-а донька:     | Ейко                | (1657—1686)    |  | прийняла постриг 1667 року.                                                                      |
| Дружина:         | Йоцуцудзі Цуґуко    | (?—?)          |  | Фрейліна. Донька тимчасового старшого радника Йоцуцудзі Суецуґу..                                |
| 12-й син:        | Сонко               | (1645—1680)    |  | 2-й настоятель монастиря Тіон'їн.                                                                |
| 18-й син:        | Сей'їн              | (1651—1680)    |  | 183-й і 186-й патріарх секти Тендай.                                                             |
| 16-а донька:     | Бунсацу             | (1654—1683)    |  | прийняла чернечий постриг 1663 року.                                                             |
| Дружина:         | Мінасе Удзіко       | (?—?)          |  | Прислужниця. Донька тимчасового середнього радника Мінасе Удзінарі.                              |
| 7-й син:         | Сьодзьо             | (1637—1678)    |  | 22-й настоятель монастиря Ніннадзі.                                                              |
| 9-а донька:      | Нії                 | (1635—1637)    |  | померла в дитинстві.                                                                             |